# VfG Versandapotheke
Koordinaten: 50° 40′ 45,4″ N, 14° 31′ 43,1″ O
Die VfG Versandapotheke ist eine Versandapothekengruppe mit Stammsitz in Tschechien. Die Abkürzung VfG steht für Versandapotheke für Gesundheit.

## Geschichte

### Gründung
Die VfG Versandapotheke wurde 2004 von Christian Schleuning (* 1961), seit 2003 Professor an der Hochschule für Technik, Wirtschaft und Kultur Leipzig, gegründet. Das Geschäft begann mit einer Lagerkapazität von 500 m² und einem Sortiment von rund 500 freiverkäuflichen Medikamenten. Ausschließlich der deutsche Markt wurde bedient. Im gleichen Jahr baute Schleuning eine Logistikabteilung im böhmischen Česká Lípa auf.

### Katalogversand und Kooperationen 2004–2006
Die ersten offline Werbemaßnahmen der VfG Versandapotheke fanden im Jahr 2005 statt. In Kooperation mit der Westfalia Werkzeugcompany wurden erstmals Kataloge an 500.000 Kunden versandt. Damit erzielte die VfG Versandapotheke einen Jahresumsatz von 3,5 Millionen Euro und erhielt bei der Stiftung Warentest das Urteil „Gut“. Im Jahr 2006 konnte sich die VfG als eine der größten Versandapotheken Deutschlands etablieren und ihren Umsatz auf 35 Millionen Euro bei 350.000 Kunden steigern.

### Markterweiterung 2007–2009
Nach der Eingliederung in die Zur Rose-Gruppe im Dezember 2006 trat die VfG Versandapotheke in 2007 auch auf dem österreichischen Markt auf. Durch den Versand von 1 Million Paketen pro Jahr stieg der Umsatz auf 52 Millionen Euro bei 700.000 Kunden. 2008 erweiterte die VfG Versandapotheke ihr Sortiment auf freiverkäufliche Tierarzneimittel und konnte dadurch ihre Kundenanzahl erneut steigern; 870.000 Kunden bestellten bei der Versandapotheke. Ein Jahr später erreichte die VfG Versandapotheke die Millionengrenze bei der Kundenanzahl und zählt damit (im Verbund mit der Zur Rose Gruppe) zu einem der größten Versandapothekengruppen Europas.

## Gesetzliche Regelungen
Gemäß der Länderliste des Bundesinstituts für Arzneimittel und Medizinprodukte (BfArM) dürfen Arzneimittel zurzeit aus Island, den Niederlanden, Schweden und Tschechien nach Deutschland versendet werden. Dabei gibt es einige Ausnahmen. Der Versand aus den Niederlanden ist nur rechtmäßig, wenn gleichzeitig eine Präsenzapotheke existiert. Aus Tschechien dürfen ausschließlich nicht-verschreibungspflichtige Arzneimittel exportiert werden.